# ホテルニューアワジ
株式会社ホテルニューアワジ (Hotel New Awaji Co., Ltd.) は、兵庫県の淡路島を中心にホテルや旅館を運営する会社。本社を同名のホテル（洲本市）内に置いていて、「ホテルニューアワジグループ」を形成している。

## 概要
ホテルニューアワジは淡路島で有数の総合ホテルで、阪神・淡路大震災発災の翌年（1996年）から（2000年を除く）毎年棋聖戦 (将棋) の会場に使用。「地域の迎賓館」のような役割も担っている。その一方で、インターネットでの客室予約に対応したホームページを、2000年にいち早く自社で開設した。
株式会社ホテルニューアワジ（運営会社）の創業者は長尾信夫で、1961年に「水月荘」という旅館を開業。1966年に5階建ての宿泊棟を増築した際に、「ホテルニューアワジ」へ改称した。現在も、ホテルニューアワジ本館に運営会社の本社オフィスを設けている。
ホテルニューアワジグループでは、ホテルニューアワジ以外にも、淡路島内で「淡路夢泉景」「夢泉景別荘　天原」「ホテルニューアワジプラザ淡路島」を運営。「夢海游 淡路島」を運営する「ARインターナショナル」、香川県琴平町で「琴平花壇」を運営する「株式会社花壇」、淡路島内の淡路市でリタイアメントビレッジ「ナーブ」を運営する「株式会社ナーブ」を傘下に置く。2017年からは木下紘一会長（2015年から代表取締役社長を務める木下学の実父）の出身地である京都市内、2019年からは岡山県津山市内でも複数のホテルや旅館を営んでいる。
運営会社の代表取締役社長に木下紘一が就任した1993年以降は、「ホテルプラザ淡路島」（朝日放送が1991年から運営していたホテル）の閉館（1996年）に際して営業権を取得（後に「ホテルニューアワジプラザ淡路島」へ改称）したことを皮切りに、経営に行き詰まっていた数々のホテルや旅館をグループの傘下で再生させている。前述した「琴平花壇」もその一つで、2011年には六甲アイランド（兵庫県神戸市）の大型ホテル「神戸ベイシェラトンホテル&タワーズ」、2022年には滋賀県彦根市の「彦根ビューホテル」（かつての「彦根プリンスホテル」）を買収している。
ちなみに、淡路島以外のエリアで運営しているホテルの一部は、既存施設のリノベーションによって開業へ漕ぎ着けている。2021年に閉館していた「彦根ビューホテル」については、買収後に30億円規模の改修を施したうえで、2023年8月20日に「蒼（あお）の湖邸　ビワフロント彦根」という名称で再オープン。「Hotel宇多野京都別墅」（京都市右京区宇多野）のオープン（2024年11月5日）に際しては、京都市が保有していた「旧鳴滝寮」（昭和時代の初期に京都の財界で権勢を誇っていた大渡光蔵の邸宅として1939年に建築）の土地と建物を令和元年（2019年）に取得したうえで、同市の「上質宿泊施設誘致制度」を通じてホテルに転用している。
その一方で、「ホテルニューアワジプラザ淡路島」には2004年から、風の強い立地を生かすべく風力発電システムを導入。2013年からは、メガソーラーの建設と運営を伴う太陽光発電事業を淡路島内などで展開している（詳細後述）。さらに、2018年7月26日からは、ホテルニューアワジグループ全体のリニューアルを実施。これを機に、ホテルニューアワジとは別にグループ共通のロゴを使用しているほか、テレビCMの新作が放送されている。

## 「ホテルニューアワジ」の沿革
ホテルニューアワジグループ公式サイト内の「会社沿革」ページから抜粋
- 1961年（昭和36年） - 旅館「水月荘」を創業。
- 1965年（昭和40年） - 宿泊棟（後の「本館」）を5階建てに増築するとともに、「ホテルニューアワジ」に改称。
- 1970年（昭和45年） - 宿泊棟を増築するとともに、政府登録国際観光旅館に加わる。
- 1976年（昭和51年） - 「淡路島グランドホテル」のグループ入りに伴って、同ホテルを「別館」として活用。
- 1979年（昭和54年） - 「本館」を改築したことによって、全館の総客室数が100室、最大収容人員が500人にまで増加。
- 1988年（昭和63年） - 「本館」に11階建ての宿泊棟を増築することによって、全館の総客室数が110室、最大収容人員が600人にまで増加。
- 1993年（平成5年） -  「夢大地」（12階建ての新館）を増築することによって、全館の最大収容人員が750人にまで増加。
- 2010年（平成22年） - 露天風呂付きの客室（全21室）を擁する「ヴィラ海の庭 楽園」の営業を開始。

## グループ企業・施設

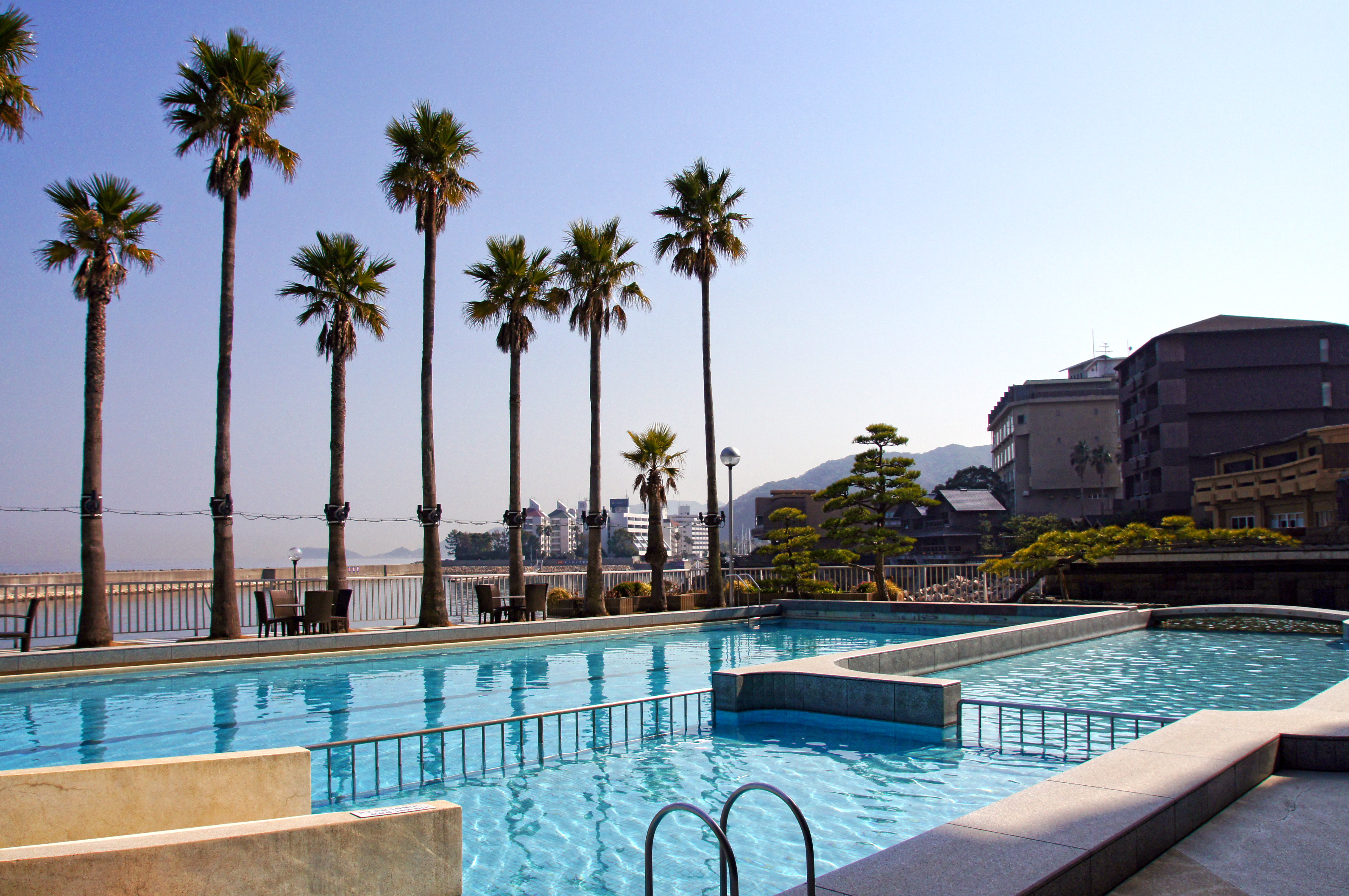
ホテルニューアワジのスライダープール。左に夢泉景

### ホテル・旅館

#### 淡路島内で運営
- ホテルニューアワジ
所在地：兵庫県洲本市小路谷20（古茂江海岸）
総客室：117室
夢大地（4 - 12階・客室90室）
ヴィラ楽園（1・4 - 10階・客室27室）
- ホテルニューアワジ別亭淡路夢泉景（旧「四州園」）
所在地：兵庫県洲本市小路谷1052-2（古茂江海岸）
総客室：60室
駐車場：約90台分
- 夢泉景別荘「天原」（2008年12月グランドオープン）
所在地：兵庫県洲本市小路谷1052-2（古茂江海岸）
総客室：18室
駐車場：30台分
- ホテルニューアワジプラザ淡路島（旧「ホテルプラザ淡路島」）
所在地：兵庫県南あわじ市阿万吹上町1433番地2
総客室：78室
駐車場：150台分
- 夢海游 淡路島（旧「淡路島国際ホテル・アレックス」：2009年3月グランドオープン）
所在地：兵庫県洲本市山手1丁目1-50（大浜海岸）
総客室：103室
駐車場：100台分
- 海のホテル島花（旧「ロイヤルグレースホテル」：2010年7月グランドオープン）
所在地：兵庫県洲本市小路谷1277-5
総客室：51室
最大収容人員：152名
駐車場：66台分
- 渚の荘 花季（はなごよみ）（旧「四州園なぎさ別館」：2011年8月1日オープン）
所在地：兵庫県洲本市小路谷1053-16
総客室：28室
駐車場：30台分
- ホテルニューアワジ別邸 あわじ浜離宮（旧「アイランドホテルまる和」[8][注釈 1]：2013年12月1日オープン[8]）
所在地：兵庫県南あわじ市松帆古津路970-81
総客室：29室[8]
駐車場：50台分
- 湊小宿 海の薫とAWAJISHIMA（2018年6月20日オープン）
所在地：兵庫県南あわじ市福良甲1529-7
総客室：24室
駐車場：28台分
- 海のホテル島花 レジデンスヴィラ（2019年12月グランドオープン）
所在地：兵庫県洲本市小路谷1280-6
総客室：6室
最大収容人員：29名
駐車場：8台分

#### 淡路島外で運営
- 琴平花壇
所在地：香川県仲多度郡琴平町1241-5
総客室：43室
駐車場：50台分
- 湯山荘 阿讃琴南
所在地：香川県仲多度郡まんのう町勝浦1
総客室：28室
駐車場：53台分
- 神戸ベイシェラトン ホテル&タワーズ
所在地：兵庫県神戸市東灘区向洋町中2-13（六甲アイランド）
総客室：270室
駐車場：200台分
- 清水小路 坂のホテル京都[9][注釈 2]（2017年12月1日オープン）
所在地：京都府京都市東山区清水4-200
総客室：38室
最大収容人員：104名
- ザ・シロヤマテラス津山別邸（2019年2月27日オープン）
所在地：岡山県津山市山下30番地1
総客室：65室
最大収容人員：166名
駐車場：33台分
- 城下小宿　糀や[注釈 3]（2020年7月17日オープン）
所在地：岡山県津山市林田町68
総客室：3室
最大収容人員：25名
- Hotel 侑楽 京八坂[10]（2022年12月15日オープン）
所在地：京都府京都市東山区鷲尾町528
総客室：13室
最大収容人員：35名
- 蒼の湖邸 ビワフロント彦根（旧「彦根プリンスホテル」→「彦根ビューホテル」[4][注釈 4]：2023年8月20日オープン[4]）
所在地：滋賀県彦根市松原町1435-91
総客室：38室[4]
最大収容人員：182名
駐車場：164台分
- Hotel 宇多野京都別墅[11]（2024年11月5日オープン）
所在地：京都市右京区宇多野御屋敷町14
総客室：10室
最大収容人員：36名
駐車場：10台分

### マリーナ
- サントピアマリーナ
所在地：兵庫県洲本市小路谷字古茂江1276

### その他
- 高齢者安心住宅リタイアメントビレッジ「NARV（ナーブ）」
所在地：兵庫県淡路市志筑新島9-1
- ホテルニューアワジ太陽光発電所
所在地：兵庫県淡路市志筑新島9-2・9-3[7]
- ホテルニューアワジ太陽光五色発電所
所在地：兵庫県洲本市五色町都志大日字東小谷389番地[12]
- ホテルニューアワジ太陽光阿万発電所
所在地：兵庫県南あわじ市阿万吹上町[13]
- ホテルニューアワジ太陽光由良発電所
所在地：兵庫県洲本市由良町由良字深溝笹谷[14]
- さぬき太陽光発電所
所在地：香川県さぬき市多和字西浦山141[15]
- 長島太陽光発電所
所在地：鹿児島県出水郡長島町川床字柳迫[16]
- 錦江太陽光発電所
所在地：鹿児島県肝属郡南大隅町思ヒ崎

## CM
1982年（昭和57年）頃からテレビCMを放映。1985年（昭和60年）に広告代理店からの依頼でCMを一新した際に、西浦達雄の作詞・作曲による演歌調のオリジナルソングを採用したところ、この曲が一躍有名になった。当初は演歌歌手が西浦の曲を歌う予定だったが、制作費の不足によって歌手の採用が見送られた結果、西浦自身が録音したデモテープの音源がCMにそのまま使用されたという。
1985年版のCMは、リニューアルを重ねながら、地元・兵庫県内の独立局であるサンテレビをはじめ、関西地方の民放テレビ局で頻繁に放送されていた。2018年（平成30年）7月26日からは、西浦の歌唱音源を使用したCMに加えて、朝比奈彩（洲本市出身）の出演によるテレビCMも放送。後者のCMでも、朝比奈の歌唱によるサウンドロゴが最後に流れている。
上記のテレビCMについては、中京広域圏の民放局でも放送されることが多い。2022年（令和4年）9月23日からは、BS11の『演歌百撰』を通じて全国にも放送。地上波でも、翌2023年（令和5年）5月14日に『休日は旅に出よう 時をこえる美 幻想の京都』（テレビ東京がテレビ東京系列向けに制作した特別番組）の中で、全国ネットでの放送が初めて実現した。ただし、この番組の提供クレジットには、「ホテルニューアワジ（グループ）」の名が表示されていない。
また、AM・ワイドFM放送事業を展開する在阪民放ラジオ3局では、各局を代表するパーソナリティ が出演するCMを局別に制作・放送。毎日放送には、年に2回設定される「MBSラジオ　スペシャルウィーク（→ドリームウィーク）」向けに、特定の期間内に特定のコースで宿泊できるリスナープレゼントも（一時中断をはさんで）提供している。2022年に入ってからは、実父が淡路島出身の増田英彦（ますだおかだ）が単独で出演する漫談調のCMも朝日放送ラジオとMBSラジオで流しているほか、増田がパーソナリティを務める『ますだおかだ増田のラジオハンター!』（朝日放送ラジオ）内のコーナーを単独で提供している。さらに、2023年（令和5年）以降の「ABCラジオまつり」（大阪府吹田市の万博記念公園で毎年11月上旬の週末に開催）では、ホテルニューアワジグループからの全面協力によるステージ企画を実施。増田からの提案を受けて、西浦や朝比奈がCMで歌っているサウンドロゴに特化したカラオケコンテストや、サウンドロゴの替え歌コンテストを開催している。
ちなみに、増田が出演するラジオCMシリーズには、大広アド（自身が芸能界へのデビュー前に9ヶ月間勤務していた大広の関連会社）が制作に関与。「関西外国語大学を卒業した時点では、漫才師になるよりも大広でCMの制作に携わりたかった」という増田の実体験やアドリブに基づいているため、収録に際しては、増田が事実上「コピーライター」や「ディレクター」の役割も担っていた。このCMシリーズは前述したように関西ローカルで放送されているが、放送1年目の2022年は、第62回ACC TOKYO CREATIVITY AWARDSラジオ&オーディオ広告部門のAカテゴリーで「ACCシルバー」（銀賞）の1つに選ばれた。

## 提供番組

### 現在（2024年7月時点）
- サンテレビボックス席（サンテレビ）- 他社と共同で一部の時間帯を提供
- あさチャン! → THE TIME,（TBSテレビ）- 地元ネット局の毎日放送（MBSテレビ）限定で、原則として水曜日6:40 - 7:00の時間帯を提供。
- ゴゴスマ（CBCテレビ）- MBSテレビ限定で、オープニングパートのみ単独で提供。
- 演歌百撰（関西放送制作制作、独立U局）-2022年 9月23日（金曜日・秋分の日）放送分よりTOTOと共同で提供、2023年以降は単独または複数社提供。
- MBSベースボールパーク（MBSラジオ）- 一部の曜日を他社と共同で提供
- ますだおかだ増田のラジオハンター!（朝日放送ラジオ） - 2022年の4月改編から、14時台中盤（「1分で分かるタイガースニュース」や阪神タイガースに関するリスナーからの投稿企画を放送している時間帯）を単独で提供。

### 過去
- ちちんぷいぷい（MBSテレビ）- 原則として木曜日14:15 - 14:45の時間帯を提供
- ひるおび（TBSテレビ）- MBSテレビ限定で、「きょうのプレゼント」が放送される時間帯（13:50前後）を単独で提供した後に、提供枠を『ゴゴスマ』のオープニングパートへ移行。
- SUPER☆GiRLSのスーパーラジオ!（MBSラジオ） - 2019年の放送終了まで開設されていた公式サイトに、当ホテルのリンクバナーが張られていた。